# Prince Valiant (film fra 1954)
Prince Valiant er en amerikansk eventyrfilm fra 1954, der er instrueret af Henry Hathaway og produceret af Robert L. Jacks, i Technicolor og Cinemascope, og produceret og udgivet via 20th Century-Fox. Den er baseret på King Features avisstriben af samme navn af Hal Foster. I filmen medvirker bl.a. James Mason, Janet Leigh, Robert Wagner, Debra Paget og Sterling Hayden.
Den indspillede for $2,6 mio. mod et budget på $2,97 mio.

## Medvirkende
- Robert Wagner som Prins Valiant
- James Mason som Sir Brack
- Janet Leigh som Prinsesse Aleta of Ord
- Debra Paget som Prinsesse Ilene of Ord
- Sterling Hayden som Sir Gawain
- Victor McLaglen som Boltar
- Donald Crisp som Aguar, eksilkonge over Skåne
- Brian Aherne som kong Arthur
- Barry Jones som Kong Luke of Ord
- Mary Philips som dronning af Skåne
- Howard Wendell som Morgan Todd
- Tom Conway som Sir Kay
- Primo Carnera som Sligon, tilrante konge over Scandia
- Don Megowan som Sir Lancelot
- Richard Webb som Sir Galahad
- Jarma Lewis som dronning Guinevere
- Neville Brand som Vikinghøvding
- John Davidson som patriark
- John Dierkes som Sir Tristram
- Otto Waldis som Patch-Eye
- Percival Vivian som Royal Physician
- Robert Adler som Brack's Man-at-Arms
- James Dime[4]
- Michael Rennie som fortæller (stemmerolle)